# Тринадцятирічна війна
Тринадцятирічна, або Перша Прусська війна 1454—1466 років — війна Корони Польської та Великого князівства Литовського з Тевтонським орденом за Східне Помор'я, що закінчилась підписанням другого Торунського миру.

## Історія виникнення
Поразка Тевтонського ордену в Грюнвальдській битві сприяла створенню у 1440 році Пруського союзу, котрий об'єднав міста, ворожі ордену, нижнє лицарство Пруссії і Помор'я. Союз відмовився від покори ордену і 4 березня 1454 його війська виступили проти тевтонців і звільнили від його влади міста і фортеці Гданськ, Торунь, Ельблонг, Крулєвєц (Кенігсберг) та інші.
Король Польщі Казимир IV Ягеллончик оголосив про включення земель ордена до складу свого королівства. Польське шляхетське ополчення (брали участь також литовські, українські та білоруські шляхтичі) вступило у володіння ордену, але у вересні 1454 року зазнало поразки під Хойніце. Використавши фінансові труднощі польського короля, орден домігся підтримки Бранденбурга і інших князівств, а також Данії, які не бажали утвердження Польщі на Балтійському узбережжі. Війна набула затяжного характеру. Перелом у ході воєнних дій почався після перемоги, здобутої польськими військами на чолі з Пйотром Дуніним в битві під Жарновце (бл. Пуцко) у 1462 році. Війна закінчилася Торуньським перемир'ям 1466 року, по якому Польща «повернула» значну частину «своїх» земель і отримала вихід до Балтійського моря, що зіграло велику роль в її економіці та розвитку. Тевтонський орден визнав себе польським васалом.
У ході Т. в. відбулися зміни у воєнній організації Польщі. Знизилося воєнне значення шляхетського посполитого рушення (ополчення), що складалося з погано навченого і недисциплінованого лицарства. Головна роль у бойових діях стала надаватися постійній найманій армії.